# マルクス一番乗り
『マルクス一番乗り』（マルクスいちばんのり、原題・英語: A Day at the Races）は、1937年に製作・公開されたアメリカ合衆国の映画である。
前作『オペラは踊る』と並ぶ大ヒットを記録した。

## 概要
マルクス兄弟のメトロ・ゴールドウィン・メイヤー（MGM）専属第二作。前作に引き続きサム・ウッドが監督、アラン・ジョーンズが共演した他、『ターザンの逆襲』のモーリン・オサリバン、『オペラハット』のダグラス・ダンブリルが出演している。

## あらすじ
舞台は競馬場近くの診療所。経営難に苦しむオーナーのジュディは、患者で富豪のアプジョウン夫人の強い希望で名医ハッケンブッシュ博士を呼び寄せる。だが、ハッケンブッシュ博士なる者は、田舎で馬の医者をしている男だった。夫人は博士に病気を治してもらえれば、病院に資金援助をしても良いという。一方、ジュディの恋人で売れない歌手のギルは、運転手のトニイ・騎手のスタフィと協力し、名馬「ハイ・ハット」を買ってレースの賞金をジュディに渡そうと考える。だが、債権者で病院乗っ取りを企てるモーガンは、博士の正体を暴き、さらにトニイらの計画を潰そうと悪巧みを巡らす。 

## キャスト
- ハッケンブッシュ博士：グルーチョ・マルクス
- トニイ：チコ・マルクス
- スタフィ：ハーポ・マルクス
- ジュディ：モーリン・オサリバン
- ギル：アラン・ジョーンズ
- アプジョウン夫人：マーガレット・デュモン
- モーガン：ダグラス・ダンブリル
- フロ：エスター・ミューア
- スタインバーグ博士：シグ・ルーマン
- 保安官：ロバート・ミドルマス

## スタッフ
- 監督：サム・ウッド
- 製作：サム・ウッド、アーヴィング・タルバーグ（クレジットなし）、ローレンス・ウェインガーテン（クレジットなし）
- 脚本：ロバート・ピロッシュ（原案）、ジョージ・シートン（原案）、ジョージ・オッペンハイマー
- 音楽：ブロニスラウ・ケイパー、ワルター・ユルマン、フランツ・ワックスマン
- 撮影：ジョセフ・ルッテンバーグ
- 編集：フランク・E・ハル
- 美術：セドリック・ギボンズ
- 衣裳：ドリー・ツリー
- 録音：ダグラス・シアラー

## 後世での評価
2000年、『マルクス一番乗り』は、 アメリカン・フィルム・インスティチュートのリスト『アメリカ喜劇映画ベスト100』の第59位にランクインした。